# شون دارسي
شون دارسي (بالإنجليزية: Sean Darcy)‏ هو لاعب كرة قدم أسترالية أسترالي، ولد في 12 يونيو 1998.

## وصلات خارجية
- شون دارسي على موقع AustralianFootball.com (الإنجليزية)
- شون دارسي على موقع AFLtables.com (الإنجليزية)